# Паган-метал
Пага́н-ме́тал, або язичницький метал (англ. pagan metal, від англ. pagan — «язичницький») — піджанр екстремального металу, орієнтований на язичницьку тематику. Має народне звучання, близьке до фольк-металу, але більш жорстке та агресивне. Тематично розподілений на регіональні центри найбільшими, за кількістю виконавців та композиційно, з котрих є вікінг, кельт та слов'янський метал. Як й окремі інші, як то дарк-метал, належить до тематичного стилю, оскільки не має конкретних технічних особливостей виконання.
Великий внесок у популяризацію язичництва внесли гурти Bathory й зокрема його засновник Квортон, гурт Storm та творець Burzum Варґ Вікернес. Характерною рисою піджанру є язичницька тематика пісень, поєднання скримінгу, чистого вокалу чи ґроулінгу. Гітарна гра також може бути заснована на треш-металі, іноді недбало. Використовується багато народних інструментів, однак еталоном жанру вважаються гурти, що створюють «язичницьку» атмосферу за рахунок майстерності гри і розуміння традицій.

## Деякі паган-метал колективи
Серед яскравих представників паган-металу України слід відзначити такі гурти як Nokturnal Mortum, Drudkh, Тіні забутих предків, Kroda, PaganLand, HASPYD, Munruthel та Natural spirit. Серед інших:
- Enslaved
- Finntroll
- Gods Tower
- Moonsorrow
- Skyforger
- Wolfchant
- Ensiferum
- Helrunar